# Domenico Giorgi
Pour les articles homonymes, voir Giorgi.
Domenico Giorgi né à La Costa, près de Rovigo, le 4 juin 1690 et mort à Rome le 20 juillet 1747 est un écrivain ecclésiastique et antiquaire italien,. Il fut conservateur de la bibliothèque du cardinal Imperiali et écrivit divers ouvrages sur l’Église de Rome, par ordre des papes Innocent XIII, Benoît XIII et Benoît XIV.

## Biographie
Domenico Giorgi naquit en 1690 à La Costa, près de Rovigo (et non dans l’île de Rhodes, comme l’a dit le Journal de Florence). Après avoir été quelque temps secrétaire de l’évêque d’Adria, il fut appelé à Rome, où il devint conservateur de la bibliothèque du cardinal Imperiali. Son érudition le mit bientôt en relation avec les savants prélats de la capitale ; et il fut souvent chargé de travaux relatifs à des recherches d’antiquité ecclésiastique, par les papes Innocent XIII et Benoît XIII. Ce dernier le faisait de temps en temps travailler avec lui dans son cabinet : il lui donna, en 1727, l’abbaye de Saccolongo. À la mort du cardinal Imperiali en 1737, l’abbé Giorgi retourna dans sa patrie ; mais le pape Clément XII le fit revenir à Rome, où il l’occupa de divers travaux ; et Benoît XIV, son successeur, le mit au nombre de ses prélats domestiques, et le fit agréger aux différentes académies qu’il établit dans cette ville. Il y mourut le 21 juillet 1747, laissant ses nombreux manuscrits à la Bibliothèque Casanatense.

## Œuvres
Les principaux ouvrages qu’il a publiés sont :
- De antiquis Italiæ metropolibus, exercitatio historica, Rome, 1722, in-4° ;
- Trattato sopra gl’abiti sacri del sommo pontefice di Roma, ibid., 1724, in-4° ;
- De origine metropolis ecclesiæ Beneventanæ, ibid., 1725, in-4° ;
- Antiquæ inscriptionis explanatio in qua de locatoribus scenicorum disceptatur ; Monte Fiascone (Monte Falisco), 1727, in-8° de 36 pages : on en trouve l’extrait dans le Journal de Trévoux, 1728, p. 552 ;
- De cathedra episcopali Setiæ civitatis, ibid., 1727, in-4° ; réimprimé en 1751. Il y traite de l’origine de l’évêché de Sezza.
- De liturgia romani pontificis in solemni celebratione missarum, ibid., 1731-1743-1744, 3 vol. in-fol. ;
- De monogrammate Christi, ibid., 1758, in-4° : il y réfute une assertion de Basnage ;
- Vita Nicolai V pont. max. ; accedit disquisitio de Nicolai erga litteras et litteratos viros patrocinio, ibid., 1742, in-4°;
- Catalogo della libraria Capponi, ibid., 1747, in-4°. Ce catalogue, enrichi de savantes notes, ne comprend que les livres italiens et les manuscrits de la bibliothèque du marquis Alessandro Gregorio Capponi : cette bibliothèque a été réunie à celle du Vatican.
- Éloge historique du cardinal Corradini, et quatre autres morceaux insérés dans la Raccolta du P. Calogerà, dans lesquels l’auteur explique diverses inscriptions ou autres monuments d’antiquité.

Giorgi ne s’est pas rendu moins recommandable en qualité d’éditeur. On lui doit la publication des quatre livres De varietate fortunæ, et de cinquante-sept lettres inédites du Pogge, qu’il enrichit de notes, d’après un manuscrit de la bibliothèque Ottoboni, et que Jean Oliva, de Rovigo, fit imprimer, sous les auspices du cardinal A.-G. de Rohan, à Paris chez Coustelier, 1725, in-4°. Giorgi ajouta aussi des notes à la belle édition des Annales de Baronius, donnée à Lucca par le P. Mansi, et en publia l’Apparatus, Lucca, 1740, in-fol. Enfin on lui doit le Martyrologium Adonis, ope codicum recognitum, bibliothecæ Vaticanæ adnotationibus illustratum, ibid., 1745, in-fol. de 746 pages. On trouve dans le recueil, déjà cité, du P. Calogerà, tome 41e, la vie de l’abbé Giorgi, par un de ses compatriotes.